# Serrat de l'Estretet
El Serrat de l'Estretet és un serrat de la part occidental del municipi de Sarroca de Bellera, al Pallars Jussà. Des de la Pica de Cerví, prop del límit del terme, va baixant cap a l'interior del municipi, en direcció sud-est. És, de fet, un contrafort de la Pica de Cerví.
Pertanyia a l'antic municipi de Benés, de l'Alta Ribagorça, agregat el 1969 al municipi pallarès de Sarroca de Bellera.